# Indianhyacintväxter
Indianhyacintväxter (Themidaceae) är en familj av enhjärtbladiga växter som är fleråriga örter. Familjen står lökväxter (Alliaceae) nära och fördes tidigare till den familjen. Arterna i familjen återfinns i västligaste Nordamerika.

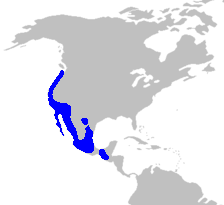
Utbredningskarta